# Tom Hagen
Thomas "Tom" Hagen là một nhân vật hư cấu trong tiểu thuyết Bố già của Mario Puzo và các bộ phim của Francis Ford Coppola Bố già và Bố già phần II. Anh được Robert Duvall thủ vai trong các bộ phim.

## Tổng quan nhân vật
Hagen là con nuôi không chính thức của ông trùm mafia Vito Corleone. Ông là một luật sư đã qua đào tạo và là consigliere ("quân sư") của gia đình tội phạm Corleone. Cuốn tiểu thuyết và bộ phim đầu tiên nói rằng ông là người gốc Đức-Ailen.
Sonny Corleone là bạn "cùng học cùng chơi" với Tom khi 2 ông cùng 11 tuổi. Sau khi mẹ rồi cha chết, em gái được một gia đình nhận nuôi còn Tom sống bơ vơ trên đường phố sau khi chạy trốn khỏi trại trẻ mồ côi. Khi Sonny bắt gặp, đưa Tom về nhà và yêu cầu cha mẹ cho Tom "cơm ăn nhà ở", gia đình Corleone đã đồng ý cho Tom ở cùng. Hagen coi Vito là cha thật sự của ông, dù Vito không bao giờ nhận Tom là con nuôi, vì Vito cho rằng nhận Tom làm con nuôi sẽ là không tôn trọng cha mẹ quá cố của Hagen.
Sau khi ra khỏi trường luật, Hagen cưới vợ là Theresa rồi đi làm việc trong "gia đình kinh doanh" Corleone. Tổ tiên không phải người Ý ngăn ông trở thành thành viên chính thức của gia đình mafia, nhưng khi consigliere Genco Abbandando qua đời, Hagen được trao cho vị trí này. Do đó, các gia đình khác ở New York chế nhạo gia đình Corleone là "Băng Ái Nhĩ Lan" (The Irish Gang).
Mặc dù Hagen mang đậm lối sống của người Mỹ gốc Sicilia và nói tiếng Sicilia, nhưng ông không giống người Ý. Thực tế, diện mạo bề ngoài giống người Bắc Âu của Hagen là thuận lợi cho công việc của ông, cho phép ông đi du lịch và tiến hành công việc kinh doanh gia đình một cách công khai mà không có nhân chứng tiềm năng nhớ đến mặt ông.
Tom Hagen yêu tất cả các thành viên gia đình Corleone, nhưng ông thần tượng Sonny hơn cả và tự trách mình cho cái chết của Sonny. Khi Vito về bán hưu vào năm 1954 và con trai út của ông, Michael trở thành ông trùm mới của gia đình, Michael để cha mình làm "cố vấn" cho mình; và Hagen không còn làm consigliere nữa, Michael nói rằng Hagen không thể làm một consiglieri "thời chiến". Do đó, Hagen chỉ là luật sư riêng, cố vấn pháp lý trong việc kinh doanh hợp pháp của gia đình.
Cuốn tiểu thuyết và bộ phim đầu tiên miêu tả Hagen giúp đỡ Vito và Michael Corleone trong cuộc chiến chống lại các gia đình Mafia thống trị khác của New York. Trong "Bố già phần II", được đặt vào bối cảnh cuối những năm 1950, Hagen đóng vai trò là cánh tay phải của Michael trong cuộc đấu tranh quyền lực với Hyman Roth. Trong "Bố già phần IIi", được đặt bối cảnh vào năm 1979-1980, ông được cho là đã mất vài năm trước đó, không rõ chính xác lý do. Vai trò của ông trong câu chuyện giữa bộ phim thứ hai và thứ ba, bao gồm cả cái chết của ông, được miêu tả trong tiểu thuyết tiếp theo của Mark Winegardner, Bố già trở lại và Bố già báo thù

## Hậu trường
Nhân vật Hagen ban đầu được dự định sẽ có mặt trong "Bố già phần IIi", nhưng kịch bản đã được viết lại do tranh chấp về thù lao giữa Duvall và các nhà sản xuất phim. Coppola đã tuyên bố rằng Phần III đã có sự phân chia giữa Michael và Hagen là cốt truyện trung tâm của nó, vì hạt giống của sự bất đồng đã được gieo trong hai bộ phim đầu tiên.
Coppola nói trong lời bình luận của bộ phim rằng Duvall yêu cầu mức lương tương tự như Al Pacino (người đóng vai Michael Corleone). Tuy nhiên, Duvall nói trong một cuộc phỏng vấn rằng ông rất vui vì Pacino kiếm được gấp đôi lương của mình, nhưng không phải gấp ba hay gấp bốn lần cho cùng một bộ phim.

## Gia đình
- Vito Corleone - Cha nuôi không chính thức
- Carmela Corleone - Mẹ nuôi không chính thức
- Santino, Michael, Fredo và Connie Corleone - Anh em không chính thức
- Theresa Hagen - Vợ
- Frank và Andrew Hagen - Con trai
- Gianna Hagen - Con gái

Trong tiểu thuyết có nói vợ của Hagen là Theresa, một sinh viên gốc Ý sống ở New Jersey, chớ không có nói tên các con của Hagen. Tiểu thuyết thậm chí còn không cho biết Hagen có con hay không, hay có bao nhiêu con. Mỗi khi nhắc đến chỉ nói là "gia đình Hagen".